# 장시
장시(場市)는 조선시대에 정기적으로 개설된 시장이다.
장시란 어용상인 시전과 구별되는 것으로 조선 태조가 한성에 천도한 후부터 본격화되었다. 그리하여 서울에서는 시전 외에 여러 곳의 특정 지역에서 일반 물화(物貨)와 미곡·우마(牛馬) 등의 교역을 위한 장시가 열렸다. 지방에서는 특히 삼남(三南) 지방에서 기근과 재난이 장시 형성의 계기가 되었고, 여기에는 과중한 부세와 군역을 피하여 이농(離農)하는 농민들이 모여들게 마련이었다. 그러나 이러한 성격의 장시는 국가의 존립을 위협하는 것으로 생각되었고, 게다가 농본억상적(農本抑商的)인 사상도 작용하여 국가의 금압을 받았다.
이러한 여건에도 불구하고 지방의 여러 소도시에서는 정기적인 장시가 개설되어 이 관행(慣行)은 법제화되었고, 지역마다 하나의 교역권을 형성하게 되었다.

## 같이 보기
- 시장